# Hyundai-Kia K
Hyundai-Kia K — автомобильная платформа Hyundai и Kia, действующая с 2017 года.

## K1
- Hyundai Santro/Atos/Eon (AH2) (2018—2022)[1]
- Hyundai Grand i10 Nios (AI3) (2019 — настоящее время)[2]
- Hyundai Aura/Grand i10 sedan (AI3) (2020 — настоящее время)[3]
- Hyundai Casper (AX1) (2021 — настоящее время)[4]

## K2
- Hyundai i20 (BC3/BI3) (2020 — настоящее время)[5]
- Hyundai Accent/Verna/Solaris (HC/YC) (2017 — настоящее время)[6][7][8]
- Kia Rio/K2/KX Cross (FB) (2017 — настоящее время)
- Hyundai i30 (PD) (2016 — настоящее время)[9][10]
- Kia Ceed/ProCeed/XCeed (CD) (2018 — настоящее время)[11][12]
- Hyundai Venue (QX) (2019 — настоящее время)[13]
- Kia Sonet (QY) (2020 — настоящее время)[14]
- Hyundai Bayon (BC3 CUV) (2021 — настоящее время)
- Hyundai Creta/ix25 (SU2) (2019 — настоящее время)
- Hyundai Alcazar (SU2 LWB) (2021 — настоящее время)[15]
- Kia Seltos/KX3 (SP2i/SP2c) (2019 — настоящее время)[16]
- Hyundai Stargazer (KS) (2022 — настоящее время)
- Kia Carens (KY) (2022 — настоящее время)

## K3
- Hyundai Elantra/Avante/i30 (CN7) (2020 — настоящее время)[17][18][19]
- Kia Niro (SG2) (2021 — настоящее время)[20]
- Hyundai Kona (SX2) (2022 — настоящее время)